# 스테퍼니 브라운 트래프턴
스테퍼니 브라운 트래프턴(Stephanie Brown Trafton, 1979년 12월 1일 ~ )은 미국의 원반던지기 선수로 2008년 베이징 올림픽 금메달리스트이다. 그녀는 세계 육상 선수권 대회에 나가기 전에 2개의 하계 올림픽에 참가한 다소 드문 근대 선수였다. 2009년 자신의 첫 세계 육상 선수권 대회에서 표준 이하의 상연으로 끝나고 말았다.

## 올림픽 이전의 경력
캘리포니아주 산루이스오비스포에서 태어난 브라운 트래프턴은 4세 때에 1984년 로스앤젤레스 올림픽에서 메리 루 레턴의 상연을 보고 자신이 올림픽 선수가 되는 데 영감을 받았다고 하였다. 어린 시절에 몇몇의 다른 스포츠 시도를 한 후, 결국 자신의 시간을 육상과 농구 사이로 나누었다. 아로요 그랜드 고등학교에서 원반던지기와 포환던지기 시합에 나가고, 1996년 캘리포니아 주립 고등학교 선수권 대회에서 포환던지기를 우승하였다. 1997년 2위를 한 후, 이듬해 캘리포니아 주립 포환던지기 타이틀을 되찾았다. 걑은 대회에서 그녀는 자신의 대략에 주립 원반던지기를 추가하였다. 2008년으로 봐서 승리를 안정시키는 데그녀의 181.25 피트(55.25m)의 던지기 기록이 미국의 고등학교 원반던지기 역사상 10개의 최고 중의 하나로 남아있다.
그럼에 불구하고 브라운 트래프턴은 캘리포니아 폴리테크닉에서 농구와 육상 양쪽을 위한 장학금을 받은 후, 농구 경력을 향하였다. 그녀의 경력은 십자형 인대가 찢어지면서 조산으로 끝났다. 그 후로부터 그녀는 육상에 집중하였다. 1999년부터 2003년까지 원반던지기와 포환던지기의 대학 레벨에 나갔으나 무릎 부상으로부터 회복하는 동안 2000년 시즌을 놓쳤다. 자신의 대학 경력에서 브라운 트래프턴은 6회의 NCAA 전국 선수, 2회의 실내 원반·포환던지기 선수, 4회의 실외 원반·포환던지기로 선정되었다. 2003년 NCAA 분할 1차 국내 선수권 대회에서 원반던지기 2위, 포환던지기 4위를 하면서 그녀의 최고 경력이 끝났다.

## 2004년 올림픽
새크라멘토에서 열린 2004년 올림픽 선발 시합에서 포환과 원반던지기 둘다 나간 브라운 트래프턴은 원반던지기에서 192 피트의 개인 전력을 던졌다. 원반던지기 결승전의 첫 던지기에서 그녀는 201 피트 3 인치의 개인 전력 9 피트를 던지면서, 국제적 A급 표준적 마크를 능가하여 자신의 첫 올림픽 팀에 합격하였다.
8월에 아테네 올림픽에 나간 브라운 트래프턴은 결승전에 진출하는 데 자격전에서 자신의 최고 마크가 실패하고 말았다. 192 피트(58.54m)를 던져 22위를 하였다.

## 2008년 시즌
베이징 올림픽을 향하면서 브라운 트래프턴은 "매력적인 향상"이라 불리는 준수자로 만들어졌다. 그녀는 2008년을 2004년으로부터 변화없는 개인 최고 기록과 시작하였다. 그러나 3월, 4월, 5월에 자신의 마크를 향상시켰다. 베이징 올림픽이 다가오면서 그녀의 개인 최고 기록은 217 피트 1 인치(66.17m)였다.
6월 21일까지 루마니아의 니콜레타 그라수에 의한 218 피트 1 인치(66.51m)는 그해의 세계 여러 곳에서 가장 긴 기록으로 서있었다. 게다가 수지 파월과 베키 브라이슈의 노력들에 밀려 미국의 3번째 최고 던지기였다.
베이징에 대비하여 그녀는 선발 시합에서 205 피트 5 인치(62.63m)와 함께 3위를 하였다.

## 2008년 올림픽

### 상연
2008년 스포츠에서 2번째 최고의 던지기를 실행한 브라운 트래프턴은 그해의 시즌 동안에 몇몇의 대회에서 4m 이상을 던져 진보적으로 자신의 개인 전력을 능가하였다.
베이징 올림픽에서 그녀의 6개 던지기 중 첫 던지기가 경쟁 선수들에게 그녀의 진보를 표명하였다. 2번째과 3번째 던지기에서 원반을 그물로 던지고나서 191 피트 7 인치(58.39m)와 201 피트 1 인치(61.30m)를 기록하였다. 6회 라운드에서 2명의 남은 선수들이 그녀의 시초 마크를 능가하지 못하면서 그녀가 금메달을 획득하는 데 불필요적이었다. 끝으로 그녀의 첫 던지기 길이 안에 아무도 들어오지 못하였다.

### 미국인의 돌파
개인적 레벨에 그녀의 베이징 우승은 육상을 위하여 확고한 향상의 몇달 간의 최고점이었다. 또한 실패의 시초적 날들 후에 베이징 올림픽의 첫 육상 금메달이었다. 그러나 브라운 트래프턴의 금메달은 76년 후에 원반던지기에서 미국인의 첫 금메달로서 널리 주목되었다.
그것은 릴리언 코플랜드가 대공황 시기에 열린 1932년 로스앤젤레스 올림픽에서 우승한 후에 2번째 미국인의 금메달이었다.

### 개인적 생활에 영향력
많은 21세기의 미국 올림픽 참가 선수들과 달리 브라운 트래프턴은 베이징 올림픽에 대비하면서 날의 직업을 가졌다. 캘리포니아 폴리테크닉에서 대학 재학생 학위에 뿌리를 둔 실력을 이용하여 새크라멘토에 있는 환경 상담 상사 "시커모어 환경 컨설턴트"의 컴퓨터 보조 디자이너로 일하였다.
금메달 획득 후에 걸트에 있는 저택에 돌아오면서 시장 앤드루 메러디스에 의하여 열쇠가 수여되었다.

## 올림픽 이후
베이징에서 우승하자마자 그녀는 2012년 런던 올림픽에 나가는 데 자신의 의지를 확립하였다.
다음 시즌에 원반던지기의 첫 국내 타이틀을 우승하고, 결과로 2009년 세계 육상 선수권 대회에 나가는 데 합격하였다. 그러나 대회에서 마지막으로 오고 말았다.
2011년에는 대구에서 열리는 세계 육상 선수권 대회를 위해 합격한 결과를 가져온 두번째 국내 타이틀을 우승하였다. 대회에서는 5위에 그쳤다.
그녀의 2012년 시즌은 올림픽의 해에 지속적으로 향상을 보였다. 5월 4일 하와이주 마우이섬에 있는 앨티어스 TC 스로다운에서 67.74m를 던져 수지 파월-루스의 미국 기록을 3인치나 꺾었다. 그 주에 그녀는 처음으로 "이 주의 USATF 선수"로 임명되었다.
런던 올림픽에서 원래 8위에 들어왔으나 은메달리스트 다리야 피슈찰니코바가 도핑에 의하여 실격당하자 정식적으로 7위를 하였다.